# Christopher J. Rowe

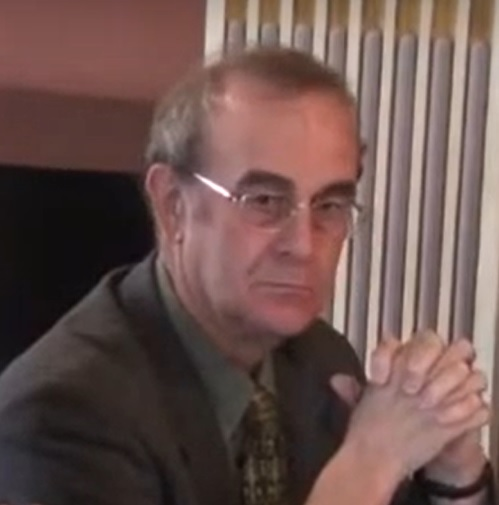
Christopher J. Rowe (2012)

Christopher James Rowe (* 17. März 1944) ist ein britischer Gräzist und Philosophiehistoriker auf dem Gebiet der antiken Philosophie.

## Leben
Rowe war Professor of Greek an der University of Durham, nachdem er zuvor Senior Lecturer an der University of Bristol gewesen war. Zu Beginn seiner Laufbahn war er, nach einem Ph.D. an der Universität Cambridge, Junior Fellow am Center for Hellenic Studies in Washington D.C. und Solmsen Fellow am Institute for Research in the Humanities, Madison-Wisconsin. Von 1997 bis 2003 war er Herausgeber der Zeitschrift Phronesis. Von 1999 bis 2004 hatte er eine Leverhulme Personal Research Professorship inne. Von 2004 bis 2008 war er Head of Department des Department of Classics and Ancient History. 2009 ging er in den Ruhestand. Im selben Jahr wurde ihm der Order of the British Empire für seine wissenschaftlichen Leistungen verliehen. Er ist nunmehr Emeritus Professor an der University of Durham.
Rowe arbeitet zur griechischen Philosophie der Antike, insbesondere zu Sokrates und Platon, zu Aristoteles und zur politischen Philosophie der Griechen.

## Schriften (Auswahl)
- (Hrsg.): Aristotelis ethica Eudemia (= Oxford Classical Texts). Oxford University Press, Oxford 2023, ISBN 978-0-19-883832-6
- Plato: Theaetetus and Sophist (Cambridge Texts in the History of Philosophy). Cambridge University Press, Cambridge 2015.
- mit George Boys-Stones: The Circle of Socrates. Readings in the First-Generation Socratics. Hackett 2013.
- (Übers.): Plato, Republic (new translation, with introduction and notes). Penguin 2012.
- Plato and the Art of Philosophical Writing. Cambridge University Press, Cambridge 2007.
- mit Terry Penner: Plato’s Lysis. Cambridge University Press, Cambridge 2005; 2., korrigierte Auflage 2007.
- (Hrsg. mit Julia Annas): New Perspectives on Plato, Modern and Ancient. Harvard University Press for Center for Hellenic Studies, Washington, D.C. 2002.
- (Übers. mit Sarah Broadie): Aristotle, Nicomachean Ethics. Translation, introduction and commentary. Oxford University Press, Oxford 2002.
- (Hrsg. mit Malcolm Schofield, Simon Harrison und Melissa Lane): The Cambridge History of Greek and Roman Political Thought. Cambridge University Press, Cambridge 2000.
- (Hrsg.): Plato: Symposium. Aris & Phillips, Warminster 1999.
- (Hrsg.): Reading the Statesman. Academia Verlag, Sankt Augustin 1995.
- (Hrsg.): Plato: Statesman. Aris & Phillips, Warminster 1995; 2., verbesserte Auflage, Oxbow, Oxford 2005.
- (Hrsg.): Plato: Phaedo. Cambridge University Press, Cambridge 1993.
- (Hrsg.): Plato: Phaedrus. Aris & Phillips, Warminster 1986.
- The Eudemian and Nicomachean Ethics. A study in the development of Aristotle's thought. Cambridge University Press, Cambridge 1971.